# KZ Esterwegen

Pressenotiz über die Gründung des KZ Börgermoor, vermutlich aus einem katholischen Presseerzeugnis, Datum fraglich (wohl Ende Juni 1933)

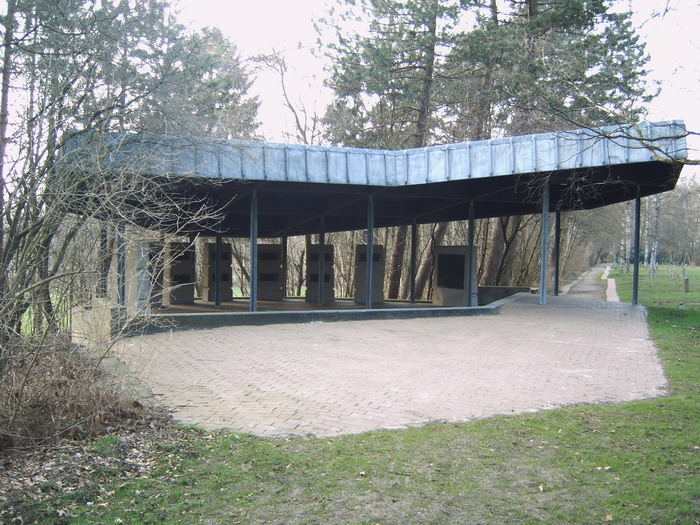
Halle mit Gedenksteinen für die Emslandlager auf der Begräbnisanlage Esterwegen am Küstenkanal

Blick entlang der Begräbnisanlage Esterwegen

Das Konzentrationslager Esterwegen im Emsland war eines der „frühen Konzentrationslager“ unter der nationalsozialistischen Herrschaft. Es wurde im Sommer 1933 als Doppellager (Lager II und III) für 2000 politische „Schutzhäftlinge“ eingerichtet und war zeitweilig nach dem KZ Dachau das zweitgrößte Konzentrationslager. Das KZ Esterwegen wurde im Sommer 1936 aufgelöst. Das Lager wurde bis 1945 als Strafgefangenenlager weitergenutzt, in dem aber auch abgeurteilte politische Häftlinge und Nacht-und-Nebel-Gefangene inhaftiert waren. Danach diente Esterwegen als Internierungslager, als Strafgefängnis und bis 2000 als Bundeswehr-Depot.

## Gründungsphase
Das KZ Esterwegen gehört zu den Emslandlagern, einem Gesamtkomplex von insgesamt 15 Barackenlagern. In ihnen waren bis 1945 ungefähr 10.000 KZ-Häftlinge, 66.500 deutsche Straf- und Militärstrafgefangene sowie mehr als 100.000 sowjetische oder französische Kriegsgefangene und italienische Militärinternierte inhaftiert.
Am 17. März 1933 erkundigte sich das preußische Innenministerium beim Regierungspräsidenten in Osnabrück nach einem geeigneten Gelände für die Errichtung eines Lagers für 300 Schutzhäftlinge. Langfristig war an eine Unterbringung von bis zu 10.000 politischen Gegnern gedacht. Hermann Göring wollte die „wilden Aktionen“ von Parteiorganisationen vereinheitlichen und zugleich den konkurrierenden Machtanspruch der SS und Gestapo von Heinrich Himmler eindämmen.
Bereits am 20. Juni 1933 fiel die Entscheidung, drei Lager in Börgermoor, Esterwegen und Neusustrum zu errichten. Unter Bewachung der Osnabrücker Schutzpolizei und von SS-Männern bauten 90 Gefangene zunächst das KZ Börgermoor auf. Mitte August 1933 war das KZ Esterwegen als Doppellager für 2000 Gefangene fertiggestellt.
Zuständig für Organisation und Verwaltung war in dieser Zeit das Innenministerium, eingewiesen oder entlassen wurden die Häftlinge von der Gestapo, bewacht wurden die Lager zwischen Juli bis Herbst 1933 ausschließlich von SS-Angehörigen, später kamen SA-Männer hinzu. Wie auch in Börgermoor waren die Häftlinge im KZ Esterwegen ihren Wachen ausgeliefert und wurden oftmals von ihnen gedemütigt, misshandelt oder gar ermordet – so im Oktober 1933 Otto Eggerstedt, vormals Polizeipräsident von Altona.
Im November 1933 konnte Himmler seine Zuständigkeit erweitern und unterstellte sich das Lager Esterwegen förmlich am 21. Juni 1934. Die Reichsjustizverwaltung übernahm Börgermoor und Neusustrum sowie andere Emslandlager als Strafgefangenenlager.

## Konzentrationslager Esterwegen

### Geschichte

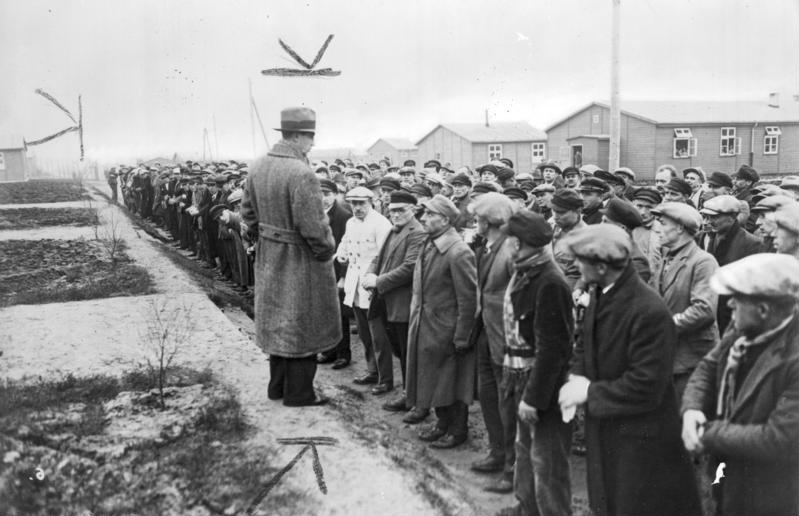
Rudolf Diels bei einer Ansprache an die auf Grund einer Amnestie anlässlich der Novemberwahl zu Weihnachten 1933 zur Entlassung kommenden Häftlinge, Aufnahme aus dem Bundesarchiv

Eine beträchtliche Anzahl von politischen „Schutzhäftlingen“ war schon bis Ende 1933 wieder freigekommen. Im Juni 1934 waren noch 812 Gefangene in Esterwegen inhaftiert. Ein Jahr später wurden in allen nationalsozialistischen Konzentrationslagern noch rund 3.500 Menschen festgehalten, davon 322 als Schutzhäftlinge in Esterwegen. Im Juli 1935 befahl Himmler eine präventive Verhaftungsaktion potentieller Staatsfeinde, bei der mehr als 1.000 politische Gegner – oft aus den Reihen der Kommunisten – sowie Homosexuelle in Konzentrationslager eingeliefert wurden. Bis Ende 1935 wurden in Esterwegen 476 „Berufsverbrecher“ als „Vorbeugehäftlinge“ eingeliefert.
Die „Inspektion der Konzentrationslager“ unter Theodor Eicke setzte im Juli 1934 den SS-Standartenführer Hans Loritz als neuen Kommandanten des KZ-Esterwegen ein und führte dort am 1. August 1934 die im KZ Dachau entwickelte „Lager- und Disziplinarordnung“ ein. Diese ermöglichte den Aufsehern jedoch willkürliche Auslegung und verhinderte nicht, dass Häftlinge bis zur Erschöpfung „geschliffen“ wurden. Gustav Sorge, bekannt als „Eiserner Gustav“, war ab Oktober 1934 als SS-Unterscharführer Wachmann im KZ Esterwegen und wurde später Blockführer im KZ Sachsenhausen. Eine Häufung von ungeklärten Todesfällen führte 1935 zu einer Beschwerde des Berliner Dompropstes Bernhard Lichtenberg und veranlasste Göring zu einer Intervention. Dieses Eingreifen blieb wirkungslos und hatte für die Häftlinge – unter ihnen zu diesem Zeitpunkt Carl von Ossietzky und Werner Finck – keine spürbaren Erleichterungen zur Folge. Es sind mindestens 71 Sterbefälle unter den KZ-Häftlingen nachweisbar.
Am 1. April 1936 wurde der SS-Sturmbannführer Karl Otto Koch als neuer Lagerkommandant eingesetzt; ein weiterer Ausbau des Lagers war geplant. Doch entschied Himmler kurzfristig anders. Im Spätsommer wurde der Standort als Konzentrationslager aufgegeben. Die grenznahe Lage war ungünstig und das KZ sollte nun durch ein größeres Lager nahe Berlin ersetzt werden. Heinrich Himmler begründete dies jedoch in einem Vortrag anders:
„Dieses Lager im Emsland habe ich aufgelöst auf die Vorstellungen des Reichsarbeitsführers Hierl hin, der mir […] erklärte, es sei falsch, wenn man dem einen sage, der Dienst im Moor, der Dienst, ein Land urbar zu machen, sei ein Ehrendienst, während man den anderen als Häftling dort hinsetze und ihm sage: Dir Burschen werde ich schon Mores beibringen, dich schicke ich ins Moor.“ 
Eine Gruppe von Häftlingen wurde zum Aufbau des geplanten großen Konzentrationslagers abkommandiert. Später wurden wahrscheinlich 1.000 Gefangene von Esterwegen in das neuerrichtete Konzentrationslager Sachsenhausen bei Oranienburg überführt.

### Bekannte Häftlinge

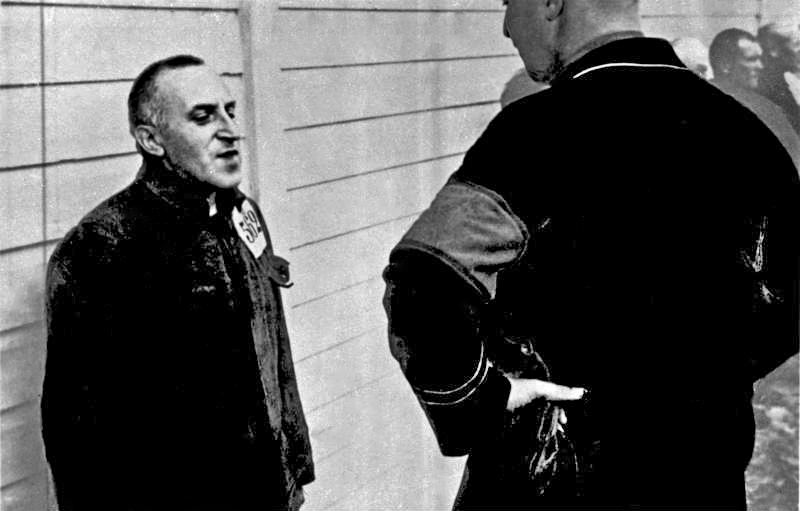
Carl von Ossietzky im KZ Esterwegen

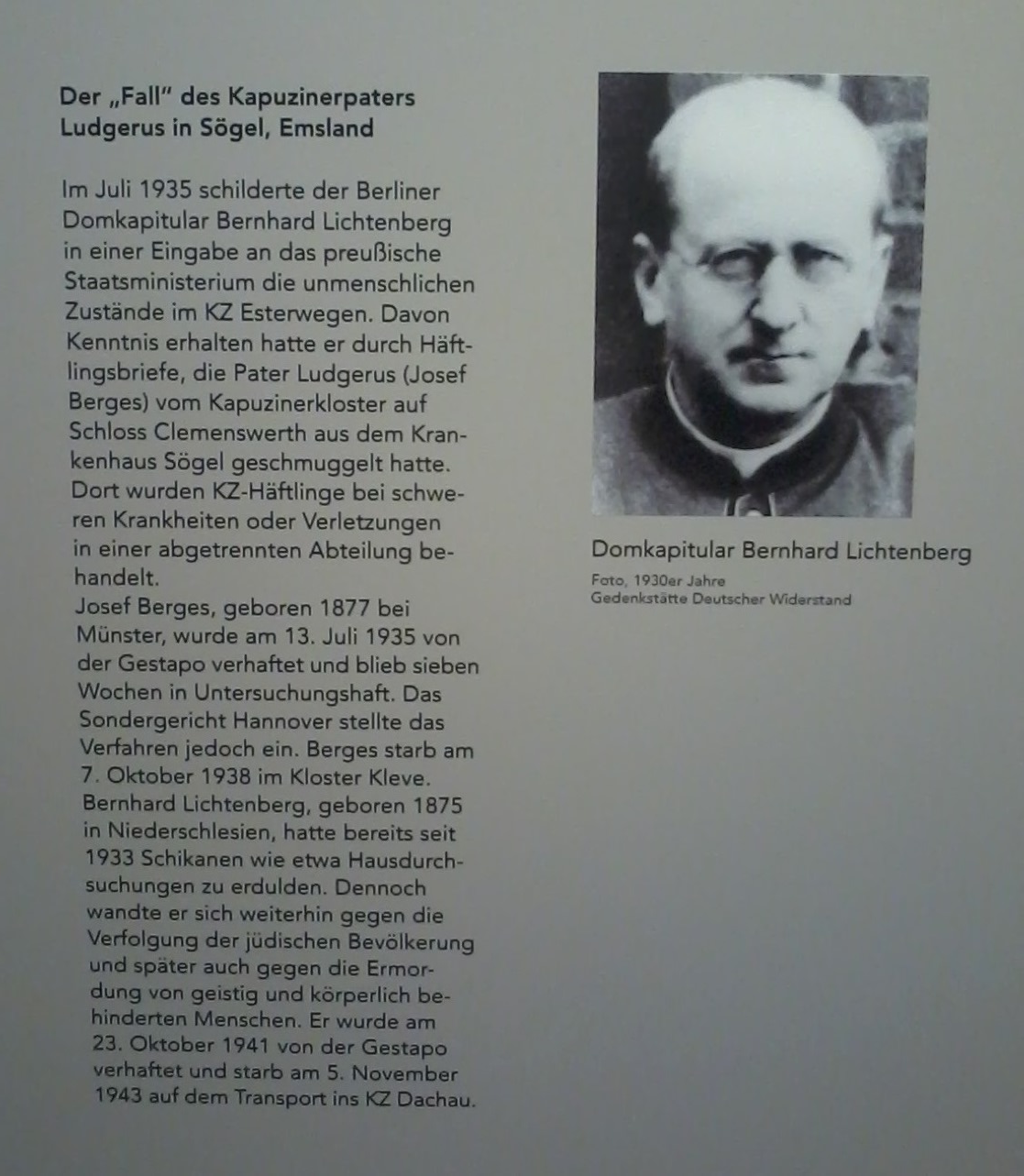
Gedenktafel für Bernhard Lichtenberg in der Gedenkstätte Esterwegen

- Bernhard Bästlein (1894–1944), KPD-Politiker
- Alfred Benjamin (1911–1942), Widerstandskämpfer der Résistance
- Adolf Bender (1903–1997), Maler
- Kurt Bennewitz (1902–1945), KPD-Mitglied
- Willi Dickhut (1904–1992), KPD-Mitglied
- Georg Diederichs (1900–1983), späterer niedersächsischer Ministerpräsident (SPD)
- Otto Eggerstedt (1886–1933), SPD-Politiker, Altonaer Polizeipräsident
- Hans Kurt Eisner (1903–1942), Fotograf und Filmschaffender, Sohn des 1919 ermordeten bayerischen Ministerpräsidenten Kurt Eisner
- Werner Finck (1902–1978), Kabarettist
- Paul Hanson, Friedensrichter im Kanton Louveigné-Grivegnée südlich von Lüttich, siehe: Liberté chéries Brüder
- Theodor Haubach, SPD-Politiker, Mitglied der Hamburger Bürgerschaft, Mitarbeiter im Kreisauer Kreis
- Ernst Heilmann (1881–1940), SPD-Politiker
- Robert Hoffmeister (1899–1966), SPD-Politiker
- Fritz Husemann (1873–1935), Bergmann, Gewerkschafter und Mitglied des Reichstages für die SPD
- Anton Kalt (1903–1975), KPD-Mitglied
- Jürgen Jürgensen (1883–1950), SPD-Abgeordneter im preußischen Landtag
- Julius Leber (1891–1945), SPD-Politiker
- Hans Litten (1903–1938), Jurist
- Günther Lüders (1905–1975), Schauspieler
- Theodor Neubauer (1890–1945), KPD-Politiker
- Carl von Ossietzky (1889–1938), Redakteur, Friedensnobelpreisträger
- Wilhelm Peetz (1892–1935), KPD-Mitglied
- Otto Reckstat (1898–1983), SPD-Mitglied und Stadtverordneter in Nordhausen, wo er später Streikführer des Arbeiteraufstands im Juni 1953 war
- Johann Schellheimer (1899–1945), KPD-Politiker
- Otto Schmirgal (1900–1944), KPD-Politiker
- Robert Schulz (1900–1969), KPD-Politiker
- Ernst Walsken (1909–1993), Maler, dessen Bilder zu den wenigen erhaltenen künstlerischen Dokumenten aus NS-Konzentrationslagern gehören

Am 4. und 18. Dezember 1934 wurden bei Großrazzien der Hamburger Staatspolizei (siehe Staatspolizeileitstelle Hamburg) in Elmshorn und Umgebung ca. 220 Kommunisten festgenommen, zunächst wurden sie in eine Sammelstelle in Elmshorn gebracht, später ins Gefängnis Fuhlsbüttel/Hamburg und schließlich zum größten Teil ins KZ Esterwegen deportiert. Ende August 1935 wurden die Elmshorner Antifaschisten nach Fuhlsbüttel transportiert. Wilhelm Peetz war aufgrund der Schikanen durch die Nationalsozialisten nicht transportfähig und verstarb am 3. Oktober 1935 an seinen Verletzungen.

## Strafgefangenenlager
Im Januar 1937 übernahm die Justizverwaltung das Lager und führte es als „Strafgefangenenlager VII“ im Emsland bis kurz vor Kriegsende weiter.

### Belegung
Zur Bewachung der Gefangenen wurden SA-Leute in den Justizdienst eingestellt. Während der gesamten Zeit des Nationalsozialismus saßen hier politische Häftlinge zusammen mit Kriminellen und durch neue Verordnungen Kriminalisierte ein. Die politischen Häftlinge waren meist wegen Hochverrat bzw. Landesverrat oder Wehrkraftzersetzung zu hohen Strafen verurteilt worden; ihr zahlenmäßiger Anteil an den Inhaftierten wird auf 20 Prozent geschätzt.
Ab 1. Nov. 1939 wurden generell alle hochbestraften Militärstrafgefangenen aus dem Reich im Lager Esterwegen konzentriert; sie bildeten hier später die größte Gruppe. Zwischen Mai 1943 und April 1944 wurden 2696 Gefangene, die aufgrund des Nacht-und-Nebel-Erlasses verschleppt und in Zuchthäusern gefangen gehalten worden waren, in das Strafgefangenenlager Esterwegen verlegt. Dort wurden die meisten von ihnen im „Lager Süd“ von der Außenwelt isoliert; mehrere hundert wurden aus Platzmangel vorübergehend im Strafgefangenenlager Börgermoor untergebracht. Mitte 1944 wurden alle „NN-Häftlinge“ nach Schlesien abtransportiert.

### Sterbefälle
Während die NN-Gefangenen von der Außenwelt abgeschnitten wurden und das Lager nicht verlassen durften, waren die anderen Häftlinge bis 1941 bei kräftezehrender körperlicher Arbeit zur Moorkultivierung eingesetzt. Danach waren viele in der Landwirtschaft und in anderen kriegswichtigen Bereichen zur Zwangsarbeit eingesetzt.
Ab 1942 kam es in den Emslandlagern zu einem Anstieg der Sterbefälle um das Zehnfache, für den die mangelhafte Versorgungssituation verantwortlich gemacht wird. Im Strafgefangenenlager VII sind bis 1945 mindestens 1.436 Häftlinge verstorben.
Am 10. April 1945 trieb die Lagerleitung die Gefangenen zusammen mit Häftlingen aus dem Lager Börgermoor auf einen Todesmarsch. Etwa 700 Häftlinge und 400 Untersuchungshäftlinge mussten nach Collinghorst marschieren, nach einer Übernachtung in Völlenerkönigsfehn erreichten die Überlebenden am 11. April 1945 Aschendorfermoor. Über die Zahl der Todesopfer während des Todesmarsches ist nur sehr wenig bekannt.

## Britisches Internierungslager nach Mai 1945

### Geschichte
Nach dem Zweiten Weltkrieg wurde das Gelände provisorisch für das britische Civil Internment Camp (C.I.C) No. 9 für Kriegsverbrecher benutzt. Alle mutmaßlichen Kriegsverbrecher, vor allem ehemalige KZ-Wachen, wurden aus anderen britischen Internierungslagern wie aus Sandbostel, Westertimke und Fallingbostel hierher verlegt, um hier auf ihr Spruchkammerverfahren zu warten. Allein aus Sandbostel kamen mindestens 1.400 ehemalige KZ-Wachmannschaften. Mit 2.612 internierten mutmaßlichen Kriegsverbrechern war Ende Juni 1946 der Belegungs-Höchststand erreicht. Am 1. Juli 1946 erhielt „Esterwegen No.101 Prison Camp“ einen deutschen Direktor und einen britischen Kommandanten.

### Bekannte Internierte
- Gauleiter Friedrich Karl Florian
- Gauleiter Hinrich Lohse
- Gauleiter Franz Schwede
- Gauleiter Paul Wegener
- Georg Joel

## Strafvollzugslager 1947

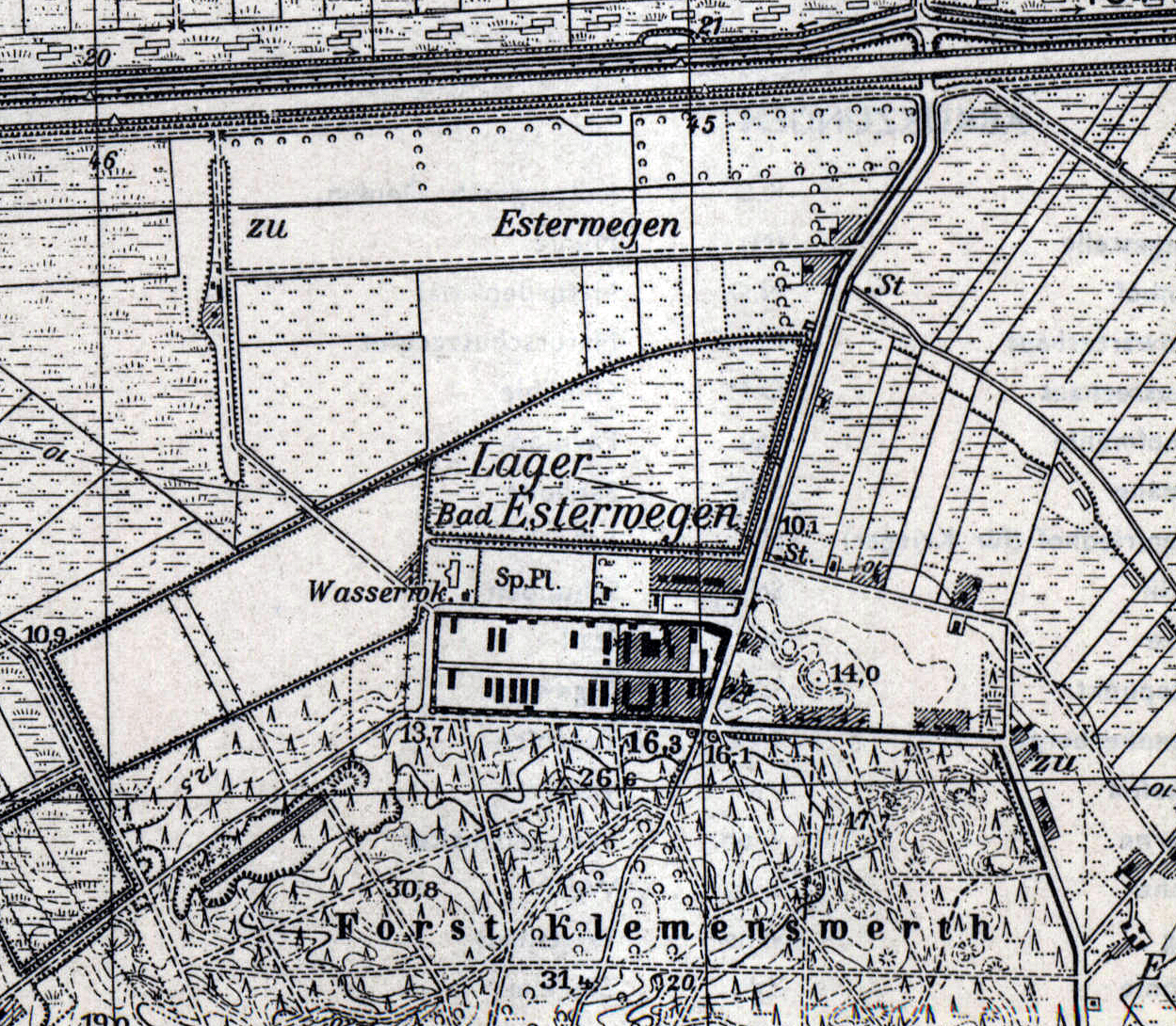
Karte des Lagers Esterwegen 1955

1947 wurde das Lager der deutschen Gefängnisverwaltung übergeben, die es als normales Strafgefängnis benutzte. Außerdem kamen alle von den deutschen Spruchkammern verurteilten Angehörigen verbrecherischer nationalsozialistischer Organisationen, deren Gefängnisstrafe noch nicht mit der Internierungshaft als verbüßt erklärt wurde, nach Esterwegen. Insgesamt waren das etwa 900 Personen, weil nur ein sehr geringer Teil der Verurteilten (4 Prozent) eine längere Strafe erhalten hatte. Obwohl diese Verurteilten strafrechtlich gewöhnliche Kriminelle waren, wurden sie in Esterwegen weitgehend von den „normalen“ Kriminellen getrennt; ein britischer Major überwachte den Strafvollzug. Die meisten kamen nach wenigen Monaten wieder frei. Im Juli 1950 saßen nur noch 43 von ihnen in Esterwegen ein.

## Nach 1952
Von 1953 bis 1959 diente Esterwegen als Flüchtlingsdurchgangslager, bevor es Ende der 50er/Anfang der 60er Jahre abgerissen und das Gelände von der Bundeswehr übernommen wurde. Bis 2001 wurde ein Teil als Bundeswehrdepot weiterverwendet.

## Gedenkort

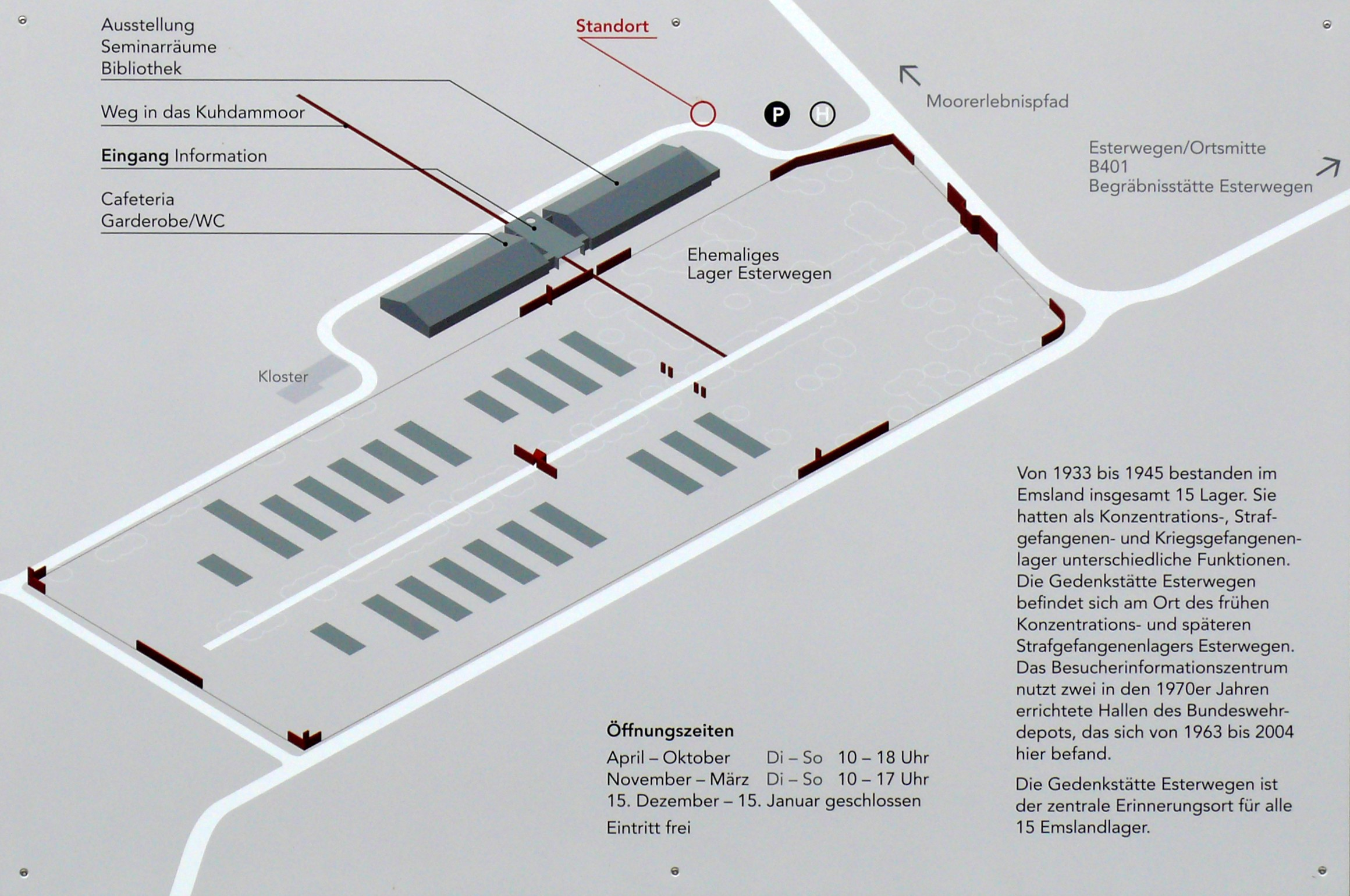
Plan der Gedenkstätte Esterwegen

1955 trafen sich mehrere Hundert ehemalige Moorsoldaten in Papenburg und Esterwegen zu einem ersten selbstorganisierten Treffen, dem in den folgenden Jahren weitere Gedenkveranstaltungen folgten. 1963 errichtete die Gewerkschaftsjugend der IG Bergbau aus Essen auf dem ehemaligen Lagerfriedhof einen Gedenkstein zur Erinnerung an Carl von Ossietzky. Im November 2004 wurde auf der Begräbnisstätte Esterwegen (Friedhof) ein Denkmal für die belgische Freimaurerloge Liberté chérie eingeweiht. Sie war die einzige Loge, die sich innerhalb eines Lagers gegründet hat.
Die Geschichte dieses und der anderen 14 Emslandlager wurde von 1985 bis Juli 2011 im Dokumentations- und Informationszentrum (DIZ) Emslandlager in Papenburg u. a. in einer Dauerausstellung dargestellt. Mit der Eröffnung der neuen Gedenkstätte Esterwegen auf dem Gelände des ehemaligen Konzentrations- und Strafgefangenenlagers Esterwegen am 31. Oktober 2011 wurde das DIZ in Papenburg geschlossen. Dessen Mitarbeiter zogen samt den Sammlungsbeständen in die neue Gedenkstätte, die von der vom Landkreis Emsland eingerichteten Stiftung Gedenkstätte Esterwegen getragen wird.

Gedenken auf dem Lagergelände des KZ Esterwegen
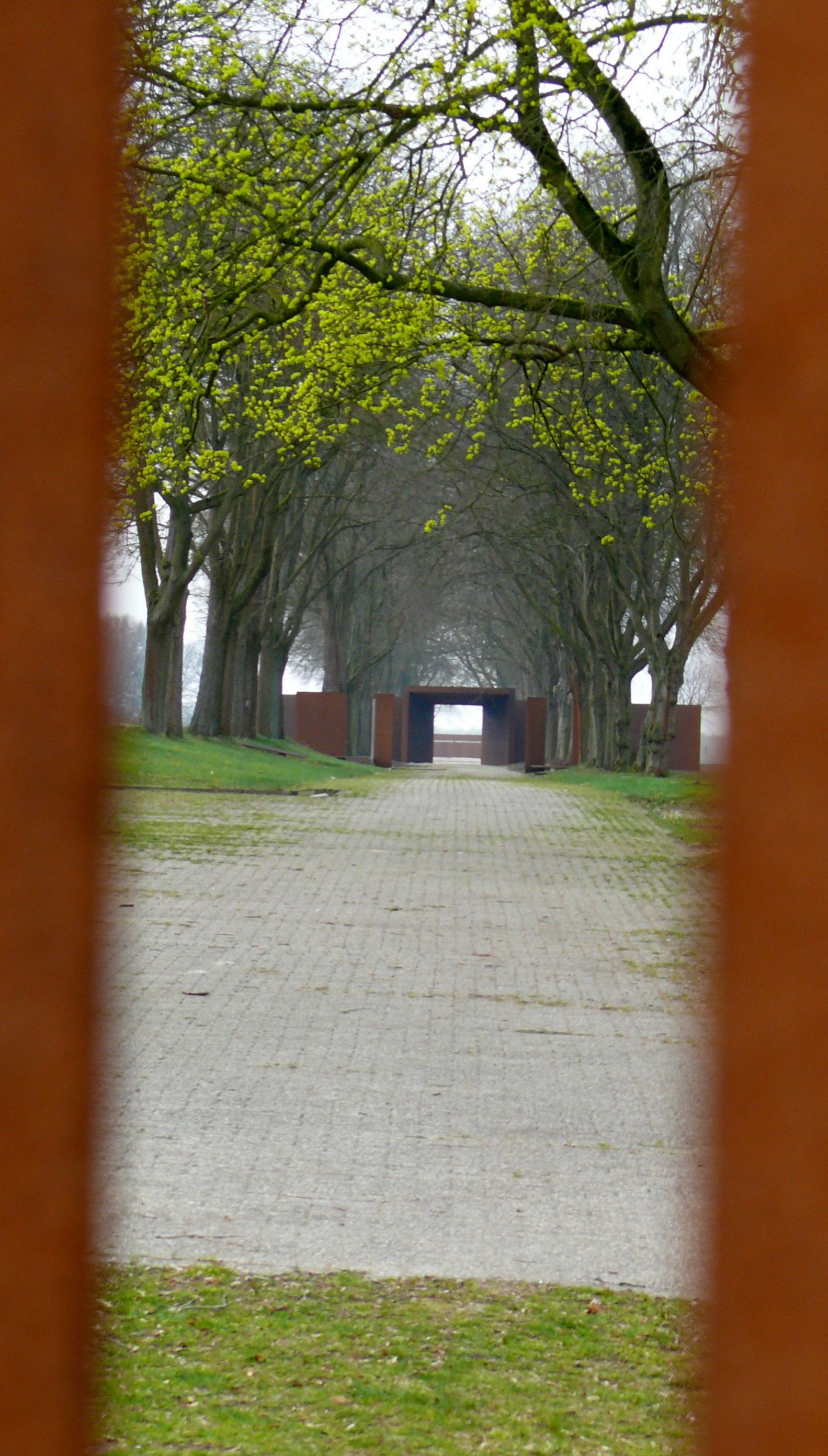
Blick durch einen schmalen Spalt von der Stelle des ehemaligen Haupttors auf die ehemaligen Lagerstraße
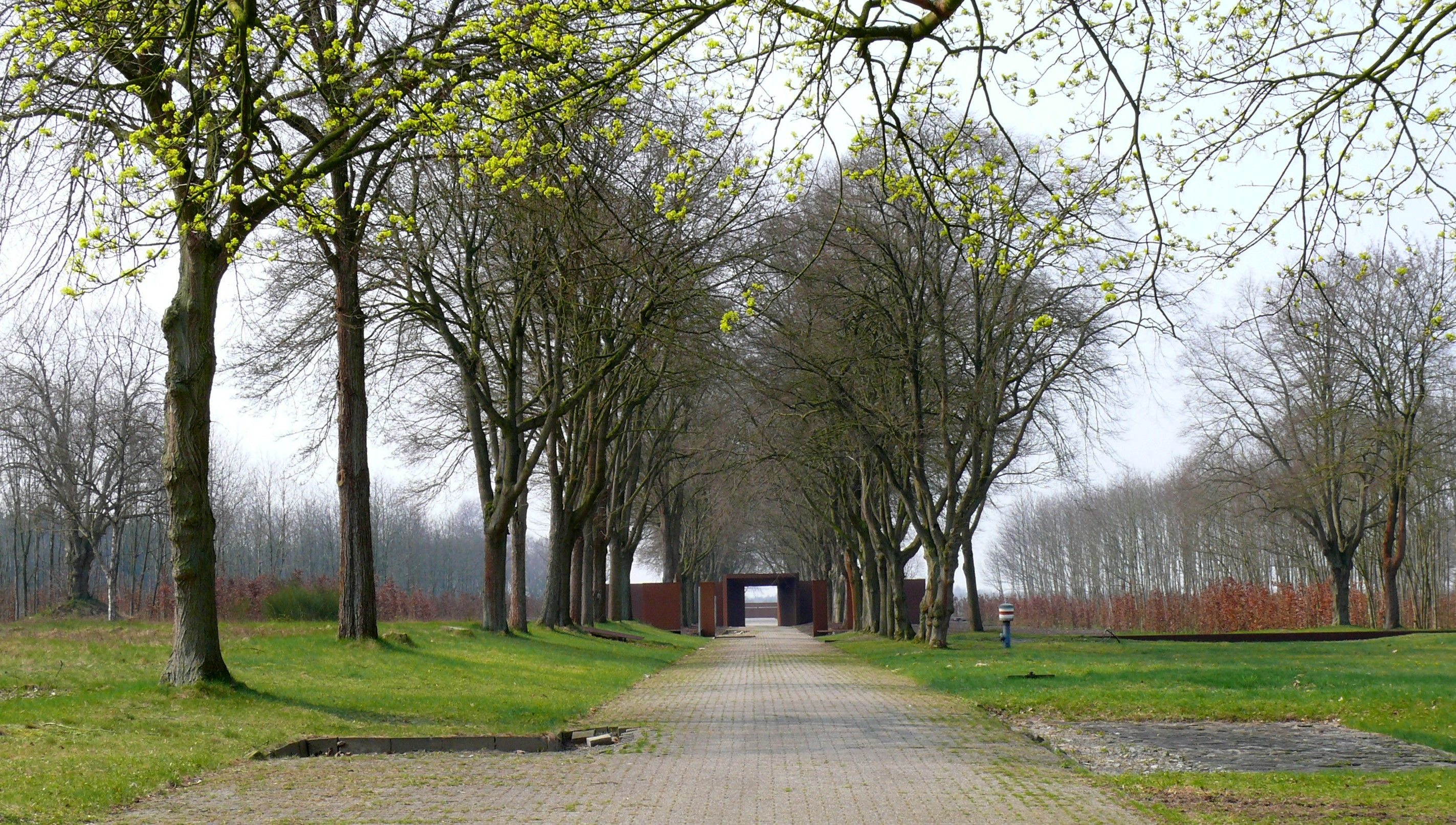
Blick über die ehemalige Lagerstraße vom Haupttor aus

### Zur Geschichte der Emslandlager, insbesondere des Konzentrationslagers Esterwegen (Auswahl)
- Kurt Buck: Esterwegen – Das Lager. In: Bettina Schmidt-Czaia (Hrsg. im Auftrag der Gemeinde Esterwegen): Esterwegen 1223 bis 1999 – „Moor und Heide nur ringsum  ...…?“ Esterwegen 1999, S. 205–253.
- Kurt Buck: Auf der Suche nach den Moorsoldaten. Emslandlager 1933–1945 und die historischen Orte heute. 6. Auflage. Papenburg 2008.
- Bernd Faulenbach, Andrea Kaltofen (Hrsg.): „Hölle im Moor“. Die Emslandlager 1933–1945. Wallstein, Göttingen 2017, ISBN 978-3-8353-3137-2.
- Jan Giebel, Sebastian Weitkamp (Hrsg.): Paul Gangolf (1879–1936). Vergessener Künstler der Moderne. Ermordeter Häftling des KL Esterwegen (= Schriftenreihe der Gedenkstätte Esterwegen, Band 2). Wallstein, Göttingen 2021, ISBN 978-3-8353-3916-3.
- Henning Harpel: Die Emslandlager des Dritten Reichs. Formen und Probleme der aktiven Geschichtserinnerung im nördlichen Emsland 1955–1993. In: Studiengesellschaft für Emsländische Regionalgeschichte (Hrsg.): Emsländische Geschichte. Band 12. Haselünne 2005, S. 134–239.
- Hans-Peter Klausch: Tätergeschichten. Die SS-Kommandanten der frühen Konzentrationslager im Emsland. (= DIZ-Schriften; 13). Bremen 2005, ISBN 3-86108-059-1.
- Habbo Knoch: Die Emslandlager 1933–1945. In: Wolfgang Benz, Barbara Distel (Hrsg.): Der Ort des Terrors. Geschichte der nationalsozialistischen Konzentrationslager. Band 2: Frühe Lager, Dachau, Emslandlager. C.H. Beck, München 2005, ISBN 3-406-52962-3, S. 532–570.
- Erich Kosthorst, Bernd Walter: Konzentrations- und Strafgefangenenlager im Dritten Reich. Beispiel Emsland. Dokumentation und Analyse zum Verhältnis von NS-Regime und Justiz. Droste, Düsseldorf 1983, ISBN 3-7700-0638-0.
- Erich Kosthorst: Die Lager im Emsland unter dem NS-Regime 1933–1945. Aufgabe und Sinn geschichtlicher Erinnerung. In: Karl Dietrich Erdmann, J. Rohlfes (Hrsg.): Geschichte in Wissenschaft und Unterricht. Nr. 6/1984, Seelze 1984, S. 365–379, S. 372–373.
- Wolfgang Langhoff: Die Moorsoldaten. Verlag Neuer Weg, Stuttgart 1974, ISBN 3-88021-093-4. (Erste Auflage. Zürich 1935.)
- Willy Perk: Hölle im Moor. Zur Geschichte der Emslandlager 1933–1945. Röderberg, Frankfurt am Main 1979, ISBN 3-87682-713-2.
- Dirk Riedel: Ordnungshüter und Massenmörder im Dienst der „Volksgemeinschaft“: Der KZ-Kommandant Hans Loritz. Metropol Verlag, Berlin 2010, ISBN 978-3-940938-63-3.
- Valentin Schwan: „Bis auf Weiteres“. Roman der Moorsoldaten. Progress Verlag J. Fladung, Darmstadt 1961.
- Barbara Stühlmeyer, Ludger Stühlmeyer: Bernhard Lichtenberg. Ich werde meinem Gewissen folgen. Topos plus Verlagsgemeinschaft, Kevelaer 2013, ISBN 978-3-8367-0835-7.
- Elke Suhr: Die Emslandlager. Die politische und wirtschaftliche Bedeutung der emsländischen Konzentrations- und Strafgefangenenlager 1933–1945. Donat & Temmen, Bremen 1985, ISBN 3-924444-07-2.
- Sebastian Weitkamp: Ein Rückzugsgefecht des Rechtsstaates 1934. Der Prozess gegen SS-Sturmbannführer Heinrich Remmert wegen Häftlingsmisshandlungen im KZ Esterwegen. In: Vierteljahrshefte für Zeitgeschichte, Jg. 66 (2018), S. 43–86.
- Sebastian Weitkamp: Von Esterwegen nach Auschwitz. Die „Gewalt-Karriere“ des SS-Hauptscharführers Bernhard Rakers. In: Osnabrücker Mitteilungen, Jg. 123 (2018), S. 155–182.
- Sebastian Weitkamp: Jüdische Häftlinge und antisemitische Gewalt in den frühen Konzentrationslagern im Emsland 1933–1936. In: Gedenkstättenrundbrief, Nr. 202 (6/2021), S. 13–22.

### Zur Gestaltung der Gedenkstätte (Auswahl)
- Wilfried Wiedemann, Joachim Wolschke-Bulmahn (Hrsg.): Landschaft und Gedächtnis. Bergen-Belsen, Esterwegen, Falstad, Majdanek. München 2011, ISBN 978-3-89975-268-7. (Inhaltsverzeichnis bei DNB)